# ویلیام دی. واشبرن
ویلیام دی. واشبرن (به انگلیسی: William Drew Washburn) سناتور سابق عضو حزب جمهوری‌خواه ایالات متحده آمریکا بود. وی در سال ۱۸۸۹ تا ۱۸۹۵ میلادی سناتور ایالت مینه‌سوتا در سنای ایالات متحده آمریکا بود.